# Заболотний Юрій Леонідович
Ю́рій Леоні́дович Заболо́тний (2 жовтня 1939, Одеса, УРСР — 4 квітня 1997, Одеса, Україна) — український футболіст і тренер, Заслужений тренер УРСР; Заслужений тренер України (1973).
Почав футбольну кар'єру в юнацькій команді одеського «Спартака» у 1951 році. Надалі виступав за команди: «Чорноморець» (Одеса) (1959—1962, 1964—1967 роки), «Динамо» (Київ) (1963 рік), «Суднобудівник» (Миколаїв) (1968—1969 роки).
У вищій лізі чемпіонату СРСР провів 78 матчів, забив 1 гол.
Чемпіон України (1961). Гравець збірної України. Майстер спорту СРСР. 
У 1999 році визнаний найкращим правим захисником одеського «Чорноморця» за 40-річну історію клубу, де працював начальником команди (1971—1973, 1982—1983, 1987—1988), головним тренером (1988), президентом (1989—1995). 

## Нагороди
- Звання "Заслужений тренер УРСР"(1973).

## Вшанування
Від 1995 року проводиться Кубок ветеранів футболу Одеси імені Юрія Заболотного.